# Pale (Foligno)
Pale è una frazione montana del comune di Foligno (PG) appartenente alla Circoscrizione n. 8 “Valle del Menotre”.
Il paese si trova a circa 10 km da Foligno, lungo la Strada statale 77 della Val di Chienti in direzione di Colfiorito, nel cosiddetto territorio dell'Altolina. Esso si sviluppa nei pressi del fiume Menotre, un piccolo fiume, ma con una buona portata costante tutto l'anno, che cade naturalmente nella forra immediatamente adiacente, ma le sue acque vengono parzialmente captate per la produzione d'energia idroelettrica. Ad un'altitudine di 476 m s.l.m., la frazione giace alle pendici del monte di Pale (detto anche Sasso di Pale) ed è occupata da 30 residenti (dati Istat, censimento 2001).

## Storia
Il paese nasce lungo il tracciato di un'antica via protostorica utilizzata per un periodo anche dai romani che in seguito la spostarono più a valle, lungo il fiume Topino, realizzando la Via Flaminia (170 a.C.), mentre questa strada più antica era nota come Via Plestina (in quanto attraversava il territorio degli Umbri Plestini e la città di Plestia) e corrisponde all'incirca con il tracciato della S.S. 77.
Sulla parete del monte, ricerche archeologiche effettuate recentemente hanno dimostrato la presenza di un santuario risalente all'età del ferro, probabilmente usato per l'osservazione del volo degli uccelli da parte degli aruspici ed anche per il controllo del territorio sottostante.
L'abbondanza d'acqua portò alla costruzione di un acquedotto romano (III-IV secolo a.C.), i cui resti sono visibili tuttora.
Dapprima monaci eremiti orientali, nel V secolo, e poi i benedettini della vicina abbazia di Sassovivo, nel 1273, stabilirono nel borgo una serie di opere atte a convogliare le acque del fiume Menotre ed a sfruttarne la forza motrice: in quel periodo furono aperti mulini per il grano e frantoi per l'oliva, opifici per la produzione di tessuti pregiati. A quel periodo risale anche la costruzione di un piccolo eremo abbarbicato sulla nuda e rocciosa parete del monte di Pale, in corrispondenza del santuario protostorico.
Già nel 1350 Pale era un paese fortificato con mura e nel 1442 vi venne costruito un castello.
Col passare degli anni, le gualchiere (fabbriche di panni) vennero trasformate in più redditizie cartiere (metà del XIV secolo), che ben presto divennero note per l'ottima qualità della carta prodotta (per l'edizione folignate della Divina Commedia si utilizzò proprio questa carta). Nel XV secolo, i Trinci di Foligno acquisirono le cartiere e filigranarono tutta la carta prodotta con il loro stemma. Nel 1673, si contavano ben 16 cartiere nel territorio di Pale e delle vicine Ponte Santa Lucia e Scopoli.
Nel XVII secolo, Pale ospitò per più periodi la regina Cristina di Svezia e successivamente anche Cosimo III de' Medici.
Nel 1929 la cartiera di Pale venne affiancata da una piccola centrale idroelettrica.
In seguito al disastroso terremoto del 26 settembre 1997, tutti gli abitanti sono stati costretti a trasferirsi in un campo container (dove molti ancora vivono), o altrove, fino alla ricostruzione delle proprie abitazioni.

## Economia e manifestazioni

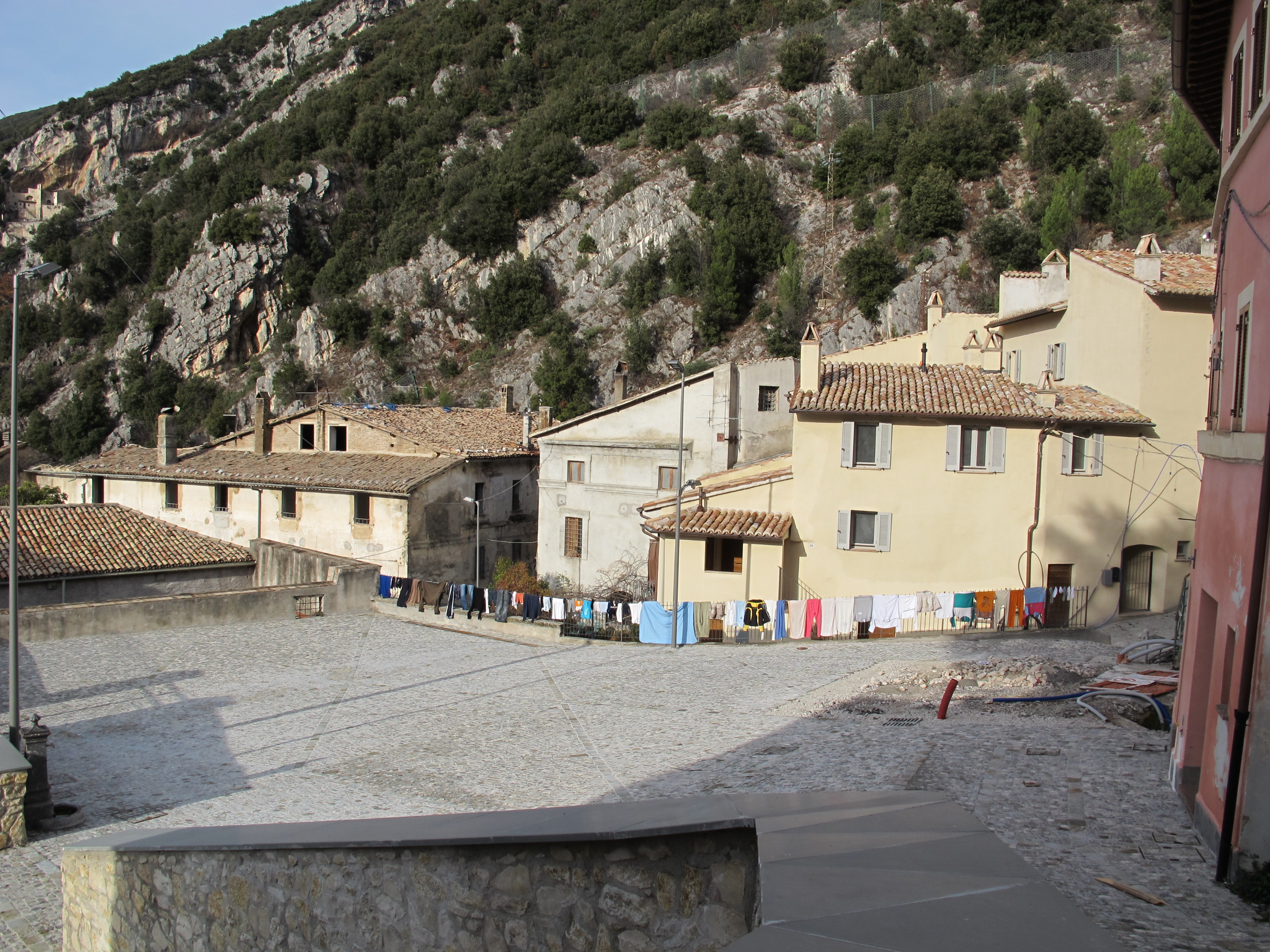
Scorcio della frazione di Pale

L'abbondanza d'acqua ha permesso lo sviluppo di un certo numero di attività industriali, la principale delle quali è quella dedicata alla produzione di carta. La cartiera Sordini, avviata nel 1850, è tuttora parzialmente funzionante. Nel 1895, inoltre, nella zona venne costruita la prima centrale idroelettrica che servì la città di Foligno.
Il 25 maggio ed il giorno dell'Ascensione si celebrano due importanti pellegrinaggi verso l'eremo di Pale.

## Monumenti e luoghi d'arte e naturali
- Castello di Pale (XV secolo);
- Chiesa di S. Andrea (XVII secolo), dalla facciata in cotto;
- Chiesa dei SS. Biagio e Margherita (XII secolo). All'interno conserva un gruppo ligneo del XIV secolo e tele di Felice Damiani, pittore del XVI secolo;
- Villa Elisei (1268), che accolse anche la regina Cristina di Svezia e Cosimo III de' Medici. Fu in seguito dismessa ed adibita a cartiera: dal suo interno si accede alle "grotte di Pale", che contengono anche stalattiti, stalagmiti e colonne.
- Vasca di decantazione dell'acquedotto romano (III-IV secolo a.C.), in mattoni di grosso taglio, scavata nel travertino.
- Eremo di S. Maria di Giacobbe (XIII secolo), raggiungibile da Pale per un sentiero scosceso lungo la parete del monte. La tradizione racconta che qui vi si ritirò in penitenza Maria di Giacobbe, una delle pie donne. All'interno si trovano affreschi che vanno dal XIII al XVI secolo, tra i quali uno di Lattanzio di Niccolò datato 1507 ed uno nel quale appare anche la coppa del Santo Graal. In passato il luogo veniva custodito da un eremita (da cui il nome di Eremo di Pale), mentre ora è affidato alle cure dell'Istituto del Santesato. La costruzione è tanto ben scavata e edificata sulla roccia, che solo uno sguardo attento ne permette l'individuazione per chi transita lungo la statale 77, pur essendo questa a breve distanza.
- Forra di Pale, solcata dalle cascate dell'Altolina formate dal fiume Menotre nella sua discesa verso il piano di Belfiore.

## Sport
- Torrentismo
- Alpinismo
- Trekking
- Speleologia